# Naohiro Ishikawa
Naohiro Ishikawa (石川 直宏, Ishikawa Naohiro, Yokosuka, 12 mei 1981) is een Japans voormalig voetballer die als middenvelder speelde.

## Clubcarrière
Ishikawa speelde tussen 2000 en 2002 voor Yokohama F. Marinos. Hij tekende in 2002 bij FC Tokyo.

## Japans voetbalelftal
Ishikawa debuteerde in 2003 in het Japans nationaal elftal en speelde 6 interlands tot en met 2012. Hij vertegenwoordigde zijn vaderland op de Olympische Spelen 2004 in Athene, waar de selectie onder leiding van bondscoach Masakuni Yamamoto in de groepsronde werd uitgeschakeld.

## Statistieken
| Japans voetbalelftal | Japans voetbalelftal | Japans voetbalelftal |
| Jaar                 | Wed.                 | Dlp.                 |
| -------------------- | -------------------- | -------------------- |
| 2003                 | 1                    | 0                    |
| 2004                 | 1                    | 0                    |
| 2005                 | 0                    | 0                    |
| 2006                 | 0                    | 0                    |
| 2007                 | 0                    | 0                    |
| 2008                 | 0                    | 0                    |
| 2009                 | 2                    | 0                    |
| 2010                 | 1                    | 0                    |
| 2011                 | 0                    | 0                    |
| 2012                 | 1                    | 0                    |
| Totaal               | 6                    | 0                    |